# Grande Firewall da China
Grande Firewall (GFW; chinês tradicional: 防火長城, chinês simplificado: 防火长城, pinyin: Fánghuǒ Chángchéng) é a combinação de ações legislativas e tecnologias aplicadas pela República Popular da China para regular a Internet internamente. O papel da China na censura da internet é bloquear o acesso a determinados sites estrangeiros e retardar o tráfego transfronteiriço de dados. O Grande Firewall opera verificando os pacotes do protocolo de controle de transmissão (TCP) em busca de palavras-chave ou termos sensíveis. Se tais termos forem encontrados, o acesso será bloqueado. Se um link for interrompido, outros provenientes da mesma máquina também serão bloqueados pelo Grande Firewall. O efeito do sistema limita o acesso a fontes de informação estrangeiras, bloquea ferramentas de internet estrangeiras (por exemplo, pesquisa do Google, Facebook, Twitter, Wikipedia, e de aplicativos móveis, além de exigir que empresas estrangeiras se adaptem às regulamentações internas.
O Grande Firewall também influenciou o desenvolvimento da economia interna da internet, favorecendo empresas domésticas e reduzindo a eficácia dos produtos de empresas estrangeiras de internet.
As técnicas empregadas pelo governo chinês para manter o controle do Grande Firewall podem incluir a modificação dos resultados de busca para determinados termos – como ocorreu após a prisão de Ai Weiwei – e a petição a conglomerados globais para remover conteúdos, como aconteceu quando se solicitou à Apple a remoção do aplicativo da publicação de notícias de negócios Quartz da App Store chinesa após reportagens sobre os protestos de Hong Kong 2019–2020.
O Grande Firewall era anteriormente operado pelo SIIO, como parte do Golden Shield Project. Desde 2013, o firewall é tecnicamente operado pela Administração do Ciberespaço da China (CAC), que é a entidade responsável por traduzir a Partido Comunista Chinês e sua ideologia em especificações técnicas.
Como mencionado no princípio de "um país, dois sistemas", as regiões administrativas especiais (RAS) – como Hong Kong e Macau – não são afetadas pelo firewall, pois cada RAS possui seu próprio sistema governamental e legal, desfrutando de um grau maior de autonomia. No entanto, o Departamento de Estado dos EUA relatou que as autoridades centrais monitoram de perto o uso da internet nessas regiões, e a Lei de Segurança Nacional de Hong Kong tem sido usada para bloquear sites que documentam protestos antigovernamentais.
O termo Grande Firewall da China é a combinação da palavra firewall com a Grande Muralha da China. A expressão "Grande Firewall da China" foi usada pela primeira vez na imprensa pelo sinologista australiano Geremie Barmé em 1997.

## História
Um ditado favorito de Deng Xiaoping no início dos anos 1980 – "Se você abrir a janela, tanto o ar fresco quanto as moscas entrarão" – é considerado a base política e ideológica do Projeto GFW.
O ditado está relacionado a um período da reforma econômica chinesa, conhecido como a "economia de mercado socialista". Suplantando as ideologias políticas da Revolução Cultural, a reforma conduziu a China rumo a uma economia de mercado e abriu o mercado para investidores estrangeiros. Contudo, apesar da liberdade econômica, os valores e as ideias políticas do Partido Comunista Chinês (PCC) precisaram ser protegidos, afastando "moscas indesejadas" representadas por outras ideologias.
A internet na China chegou em 1994, como consequência inevitável e ferramenta de apoio para uma "economia de mercado socialista". Com o aumento gradual do acesso à internet, ela se tornou uma plataforma comum de comunicação e meio para a troca de informações.
O Ministério da Segurança Pública tomou as primeiras medidas para controlar o uso da internet em 1997, ao emitir regulamentos abrangentes. Os trechos principais, Artigos 4–6, são:

É proibido que indivíduos usem a internet para: prejudicar a segurança nacional; divulgar segredos de Estado; ou lesar os interesses do Estado ou da sociedade. É proibido que usuários utilizem a internet para criar, replicar, recuperar ou transmitir informações que incitem resistência à Constituição da RPC, às leis ou aos regulamentos administrativos; promover a derrubada do governo ou do sistema socialista; minar a unificação nacional; distorcer a verdade, espalhar boatos ou destruir a ordem social; ou fornecer material de teor sexual sugestivo ou incentivar jogos de azar, violência ou assassinato. É proibido que usuários se envolvam em atividades que comprometam a segurança das redes de informação de computadores ou utilizem redes ou alterem recursos de rede sem aprovação prévia.
Em 1998, o Partido Comunista da China temia que o Partido da Democracia da China (CDP) gerasse uma nova rede poderosa, fora do controle das elites do PCC. O CDP foi imediatamente banido, seguido por prisões e encarceramentos. Nesse mesmo ano, iniciou-se o projeto GFW. A primeira etapa durou oito anos, concluindo-se em 2006; a segunda teve início em 2006 e encerrou-se em 2008.
Em 6 de dezembro de 2002, 300 responsáveis pelo projeto GFW, representando 31 províncias e cidades da China, participaram de uma inauguração de quatro dias denominada "Exposição Abrangente sobre o Sistema de Informação Chinês". Na exposição, foram adquiridos diversos produtos ocidentais de alta tecnologia, incluindo segurança na internet, monitoramento por vídeo e reconhecimento facial humano. Estima-se que cerca de 30.000–50.000 policiais tenham sido empregados neste imenso projeto.

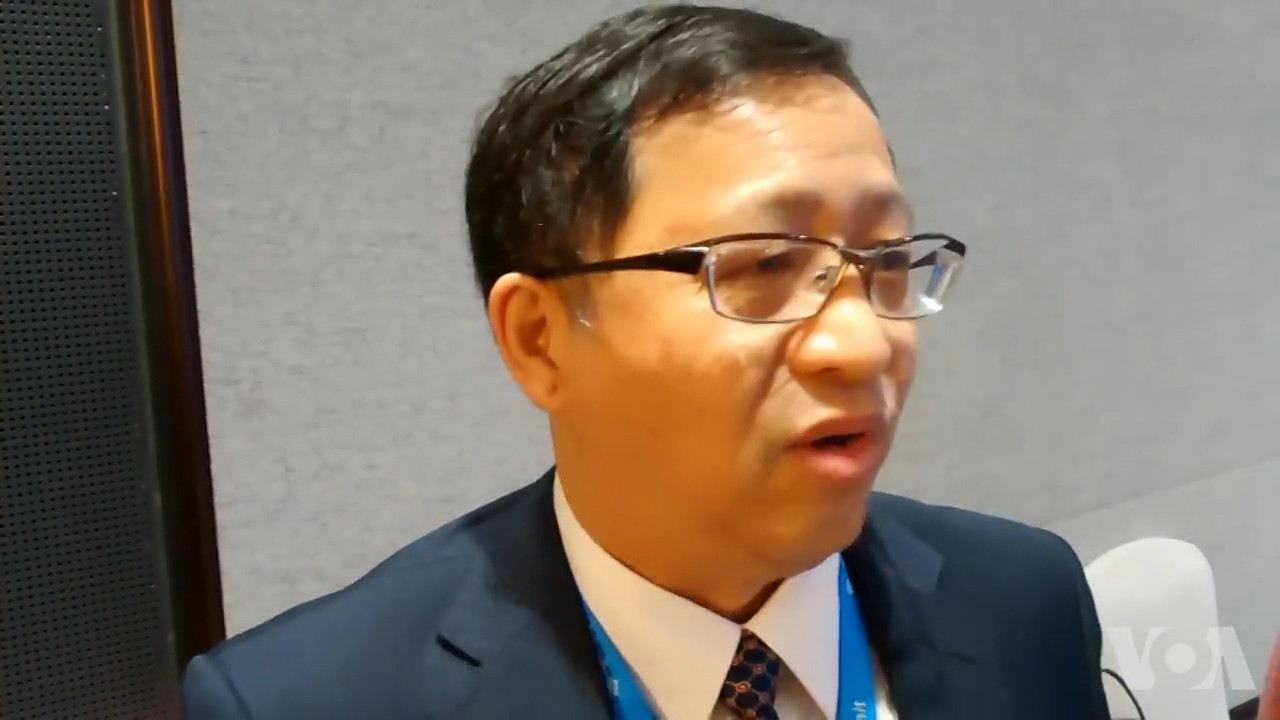
Fang Binxing

Fang Binxing é conhecido por sua contribuição para a infraestrutura de censura na internet na China, tendo sido apelidado de "Pai do Grande Firewall da China".

## Origens da lei da internet na China
A visão da China sobre a internet é a de "soberania na internet": a ideia de que a internet interna faz parte da soberania do país e deve ser regulada pelo próprio Estado.
Enquanto os Estados Unidos e outros países ocidentais começaram a criar leis contra crimes informáticos na década de 1970, a China não dispunha de legislação semelhante até 1997. Nesse ano, o único órgão legislativo da China – o Congresso Nacional do Povo (NPC) – aprovou o CL97, uma lei que trata dos crimes cibernéticos, dividindo-os em duas grandes categorias: crimes que visam redes de computadores e crimes cometidos por meio dessas redes. Entre as condutas ilícitas na segunda categoria estão, entre outras, a disseminação de material pornográfico e a apropriação indevida de "segredos de Estado."
Alguns juízes chineses criticaram o CL97, chamando-o de ineficaz e inaplicável. Contudo, o NPC afirmou ter intencionalmente deixado a lei "flexível" para permitir futuras interpretações e desenvolvimentos. Dadas as lacunas legislativas, o governo central depende fortemente do seu órgão administrativo, o Conselho de Estado, para determinar o que se enquadra nas definições – decisões essas que não precisam passar pelo processo legislativo do NPC. Assim, o Partido Comunista Chinês passou a depender intensamente da regulação estatal para aplicar o CL97.
A definição de atividades online puníveis pelo CL97 – ou "crimes cometidos por meio de redes de computadores" – é utilizada para justificar o Grande Firewall e pode ser invocada sempre que o governo bloqueia qualquer provedor de acesso, conexão de gateway ou acesso a qualquer conteúdo na internet. A definição abrange também o uso da internet para distribuir informações consideradas "prejudiciais à segurança nacional" ou "prejudiciais à ordem pública, à estabilidade social e à moralidade chinesa". O governo central apoia-se fortemente nos reguladores do Conselho de Estado para determinar quais comportamentos e discursos online se enquadram nessas definições.[carece de fontes?]
As razões por trás da censura na internet na China incluem:
- Controle social: a internet é um meio de expressão, e campanhas disseminadas podem incentivar protestos contra o governo.
- Conteúdo sensível: controle das informações sobre o governo na China.
- Protecionismo econômico: a China prefere o uso de empresas locais, sujeitas à legislação chinesa, que permitem maior controle, por exemplo, Baidu em detrimento de Google.[30]

## Campanhas e repressões

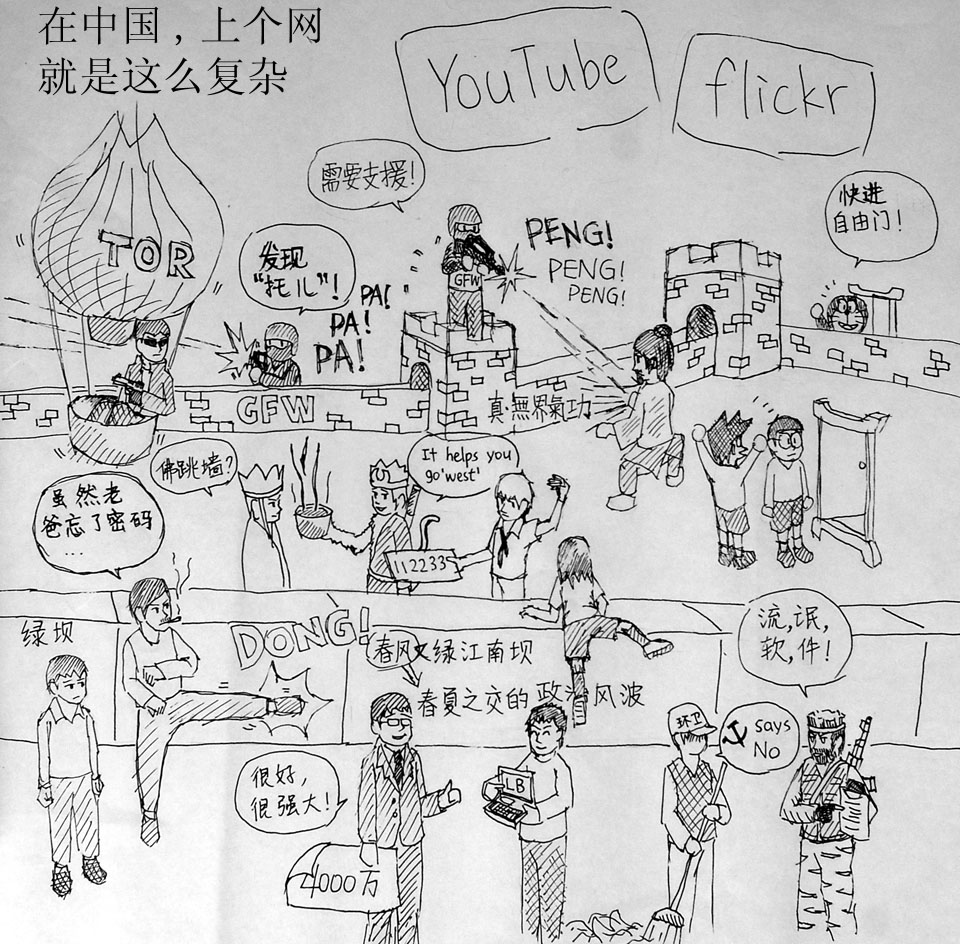
Ilustração satírica que mostra a luta dos usuários contra o Grande Firewall, enquanto tentam acessar sites bloqueados como YouTube e Flickr. Os elementos visuais simbolizam a repressão digital do governo chinês e os esforços dos internautas para contornar as restrições

Como parte do Grande Firewall, a partir de 2003 a China iniciou o Projeto Escudo Dourado, um massivo sistema de vigilância e censura, cujo hardware foi fornecido principalmente por empresas norte-americanas, como a Cisco Systems. O projeto foi concluído em 2006 e atualmente é operado em edifícios com equipamentos manuseados por civis e supervisionados pela força policial nacional, o Bureau de Segurança Pública (PSB). Os procedimentos dos operadores do Projeto Escudo Dourado incluem monitorar sites domésticos, e-mails e buscar linguagem politicamente sensível e convocações para protestos. Quando conteúdo danoso é identificado, autoridades locais do PSB podem ser enviadas para investigar ou efetuar prisões. Contudo, no final de 2007, o Projeto Escudo Dourado demonstrou funcionar de forma esporádica, pois os usuários já haviam se adaptado ao Bloqueio na Internet utilizando servidores proxy e outras estratégias para contornar o bloqueio de conteúdos.
Cafés de internet, meio extremamente popular de acesso à rede em países em desenvolvimento, onde poucos podem adquirir um computador pessoal, são regulamentados pelo governo chinês e por autoridades locais. Menores (na China, aqueles com menos de 18 anos) não têm permissão para frequentá-los, embora essa lei seja amplamente desconsiderada; quando aplicada, gerou o surgimento de "Bares da Web Negra" clandestinos frequentados por menores. A partir de 2008, os cafés de internet foram obrigados a registrar cada usuário em um cadastro durante o acesso, registros esses que podem ser apreendidos pelas autoridades locais ou pelo PSB. Para ilustrar a regulação local, em uma ocasião, um funcionário do governo na cidade de Gedong proibiu legalmente o funcionamento de cafés de internet, acreditando que eram prejudiciais aos menores – que os frequentavam para jogar online (inclusive jogos considerados violentos) e navegar na rede. No entanto, os cafés simplesmente passaram a operar de forma clandestina, sem que a maioria dos menores fosse desestimulada a visitá-los.
Em maio de 2015, a China bloqueou indefinidamente o acesso à Wikipedia em chinês. Em 2017, a China discutiu planos para criar sua própria versão da Wikipedia. A partir de maio de 2019, todas as versões linguísticas da Wikipedia foram bloqueadas pelo governo chinês.

## Métodos de bloqueio

Topologia do Grande Firewall

### Filtragem ativa
Uma das funções do firewall chinês é impedir seletivamente o acesso ao conteúdo. É composto principalmente de hardware da Cisco, Huawei e Semptian. Nem todo conteúdo sensível é bloqueado; em 2007, o acadêmico Jedidiah R. Crandall e outros argumentaram que o objetivo principal não é bloquear 100%, mas sim sinalizar e alertar, a fim de incentivar a autocensura. Uma lista ilustrativa, porém incompleta, de táticas inclui:
| Método                                               | Descrição |
| ---------------------------------------------------- | --- |
| Bloqueio de faixa de IP usando buracos negros        | O firewall chinês mantém uma lista de faixas de IP que são descartadas automaticamente (descartadas para buraco negro na rede). Devido à complexidade envolvida em manter uma extensa e atualizada lista de redes banidas com IPs dinâmicos (além do fato de esse método se mostrar incompatível com serviços que utilizam rede de distribuição de conteúdo), ele é geralmente empregado como último recurso, com outros métodos de bloqueio sendo preferidos (como a filtragem baseada em qualidade de serviço). |
| Falsificação de DNS, filtragem e redirecionamento    | Uma parte do firewall chinês é composta por servidores DNS fraudulentos e sequestradores de DNS que retornam endereços IP incorretos. Estudos parecem indicar que essa censura é baseada em palavras-chave. Contrariando a crença popular, resolvedores de DNS estrangeiros, como o Google Public DNS com o endereço IP 8.8.8.8, são relatados como operando corretamente no país; entretanto, esses servidores também estão sujeitos a sequestro, pois suas conexões não são criptografadas: as consultas DNS alcançam o servidor, mas se a requisição corresponder a uma palavra-chave banida, o firewall injeta uma resposta DNS falsa antes que a legítima chegue. A vasta maioria dessas respostas falsas contém endereços IP públicos de empresas norte-americanas, incluindo Facebook, Twitter e Dropbox. Métodos típicos de contorno incluem modificar o arquivo de hosts, digitar o endereço IP em vez do nome de domínio em um navegador web ou utilizar DNS sobre TLS/DNS sobre HTTPS. |
| Filtragem de URL usando proxies transparentes        | O firewall chinês é composto por proxies transparentes que filtram o tráfego na web. Esses proxies examinam o URI requisitado, o cabeçalho "Anfitrião" e o conteúdo da página (para requisições HTTP) ou a Indicação de Nome do Servidor (para requisições HTTPS) em busca de palavras-chave-alvo. Assim como na filtragem de DNS, esse método baseia-se em palavras-chave. A criptografia da Indicação de Nome do Servidor (Saudação Criptografada do Cliente ou ECH) pode ser usada para contornar esse método de filtragem. Atualmente, está em desenvolvimento pelo IETF, e é ativada por padrão em sites compatíveis no Firefox e no Chromium (Google Chrome, Microsoft Edge, Samsung Internet e Opera). |
| Filtragem baseada em qualidade de serviço            | Desde 2012, o Grande Firewall é capaz de "aprender, filtrar e bloquear" usuários com base no comportamento do tráfego, utilizando inspeção profunda de pacotes. Esse método foi originalmente desenvolvido para bloquear VPNs e foi estendido para integrar o sistema padrão de filtragem do Grande Firewall. Funciona espelhando todo o tráfego (utilizando um network tap) para uma unidade de análise dedicada, que atribui uma pontuação a cada IP de destino com base no quão suspeita é a conexão. Essa pontuação é então usada para determinar uma taxa de perda de pacotes a ser implementada pelos roteadores do firewall, resultando em uma conexão mais lenta para o cliente. O método visa retardar o tráfego a ponto de a requisição expirar, efetivamente bloqueando o serviço. Acredita-se que o sistema de análise utiliza ataque de canal lateral (como os cabeçalhos do handshake e os tamanhos dos pacotes) para estimar o quão suspeita é uma conexão. Ele é capaz de detectar protocolos de tráfego (como túneis SSH, protocolos de rede virtual privada ou de Tor), e pode medir a entropia dos pacotes para identificar tráfego "criptografado sobre criptografia" (como HTTPS sobre um túnel SSL). Esse ataque pode ser contornado usando um transporte plugável que imite tráfego "inocente", evitando conexões a IPs "suspeitos", mantendo o software de contorno sempre ativo – porém sem servir de proxy para conteúdo não bloqueado – e sem que o próprio software se conecte diretamente a um servidor central. |
| Falsificação de pacotes e ataques de redefinição TCP | O firewall chinês pode terminar arbitrariamente transmissões TCP, utilizando falsificação de pacotes. O bloqueio é realizado por meio de um ataque de redefinição TCP, que não bloqueia as requisições nem as respostas, mas envia um pacote TCP RST malicioso ao remetente, simulando o fim da conexão. Análises de canal lateral sugerem que os resets TCP provêm de uma infraestrutura compartilhada ou co-localizada com roteadores que realizam filtragem baseada em qualidade de serviço. Essa infraestrutura parece atualizar o sistema de pontuação: se uma conexão TCP anterior for bloqueada, tentativas futuras de ambos os lados podem ser bloqueadas por curtos períodos (até algumas horas). Um método eficaz de contorno é ignorar o pacote de redefinição enviado pelo firewall. Uma correção para FreeBSD foi desenvolvida para esse fim. |
| Ataque de homem no meio com TLS                      | A Lei de Inteligência Nacional da República Popular da China teoricamente permite que o governo chinês solicite e utilize o certificado raiz de qualquer autoridade certificadora chinesa, como a CNNIC, para realizar ataques de homem no meio utilizando certificados válidos. Diversos incidentes envolvendo TLS ocorreram na última década, antes da criação da lei. Em 26 de janeiro de 2013, o certificado SSL do GitHub foi substituído por um certificado autoassinado na China. Em 20 de outubro de 2014, o certificado SSL do iCloud foi substituído por um certificado autoassinado na China. Acredita-se que o governo chinês descobriu uma vulnerabilidade em dispositivos Apple e a explorou. Em 20 de março de 2015, o Google detectou certificados válidos para o Google assinados pela CNNIC no Egito. Em resposta, e após investigação mais aprofundada, o certificado da CNNIC foi removido por alguns navegadores. Devido ao fato de a remoção ter sido baseada em provas e não em suspeitas, nenhuma outra autoridade certificadora chinesa foi removida dos navegadores, e algumas foram adicionadas desde então. Esse tipo de ataque pode ser contornado por sites que implementem Transparência de Certificados e agrupamento OCSP ou por meio do uso de extensões para navegadores. |

### Sondagem ativa
Além das técnicas anteriormente discutidas, a CAC também utiliza sondagem ativa para identificar e bloquear serviços de rede que auxiliem na evasão do firewall. Diversos serviços, como provedores de Tor ou de VPN, relataram receber conexões TCP/IP não solicitadas logo após o uso legítimo, com o suposto propósito de realizar a enumeração de rede de serviços, em particular de Segurança da Camada de Transporte (TLS)/Camada de Soquetes Segura (SSL) e dos serviços Tor, com o intuito de facilitar o bloqueio de IP. Por exemplo, logo após uma solicitação de VPN ser emitida por um cliente VPN chinês legítimo e atravessar o Grande Firewall para um IP de VPN oculto, o Grande Firewall pode detectar a atividade e enviar sua própria sondagem ativa para verificar a natureza do IP de VPN até então desconhecido e, se confirmar que o IP faz parte de uma VPN na lista negra, incluí-lo nela. Esse ataque pode ser contornado com o protocolo Obfs4, que depende de um segredo compartilhado fora de banda.

### Distribuição de proxies
O Grande Firewall coleta os IPs dos servidores de Tor e VPN dos canais oficiais de distribuição e os enumera. A estratégia para resistir a esse ataque é limitar a quantidade de IPs de proxy revelados a cada usuário, dificultando a criação de múltiplas identidades. Acadêmicos propuseram soluções como o Salmon, uma rede de proxy baseada em voluntários, projetada para combater a censura. IPs dinâmicos são bastante eficazes para serem eliminados das listas negras.

## Objetivos, impacto e resistência

### Objetivo do firewall
O artigo 15 de um documento de 20 de setembro de 2000 do Conselho de Estado da República Popular da China, divulgado pela Xinhua, enumera 9 categorias de informações que devem ser censuradas, bloqueadas ou filtradas do acesso dos cidadãos que usam a internet na China:
1. Opor-se aos princípios básicos conforme confirmados na Constituição.
2. Colocar em risco a segurança da nação, divulgar segredos de Estado, subverter o poder do Estado ou comprometer a integridade da unidade nacional.
3. Prejudicar a honra ou os interesses da nação.
4. Incitar o ódio contra povos, racismo contra povos ou perturbar a solidariedade dos povos.
5. Perturbar as políticas nacionais sobre religião, propagar cultos maléficos e superstições feudais.
6. Espalhar rumores, perturbar a ordem social ou comprometer a estabilidade social.
7. Divulgar obscenidades, pornografia, jogos de azar, violência, assassinato, terror ou incitar a prática de um crime.
8. Insultar ou difamar terceiros, infringindo os direitos e interesses legais de terceiros.
9. Conter qualquer outro conteúdo proibido por lei ou por normas administrativas[79]

Para filtrar esse conteúdo, o governo chinês não utiliza apenas seus próprios métodos de bloqueio, mas também depende fortemente de empresas de internet, como provedores de acesso, operadores de redes sociais como o Weibo e outros, para censurar ativamente seus usuários. Isso resulta em empresas privadas censurando o conteúdo em suas próprias plataformas, forçando os usuários chineses a recorrer a sites hospedados fora da China para obter essa informação. Grande parte dessas informações está relacionada a temas sensíveis O objetivo do Grande Firewall é visto pelo Partido Comunista Chinês como uma forma de proteger a população, impedindo que os usuários acessem sites estrangeiros que, segundo o partido, hospedariam conteúdos considerados "poluição espiritual", bem como informações sobre esses temas sensíveis Esses temas incluem:
- Nomes de líderes supremos, como Xi Jinping e Deng Xiaoping
- Movimentos políticos e protestos
- Falun Gong e outros grupos espirituais
- O Massacre da Praça Tiananmen
- Os campos de internamento em Xinjiang
- Discussões sobre a independência do Tibete[83][84][85]

Um estudo de 2020 constatou que o Grande Firewall bloqueia aproximadamente 311.000 domínios

### Impacto sobre as pessoas na China
A Lei de Cibersegurança, que sustenta o firewall, tem como objetivo aumentar a privacidade dos usuários da internet, ampliar as proteções aos dados pessoais e tornar as empresas mais responsáveis por monitorar atores maliciosos, na esperança de tornar a internet um ambiente mais seguro para os cidadãos chineses Apesar disso, crescem as críticas de que as ações do governo chinês têm prejudicado a liberdade de expressão, em razão do aumento da censura e da falta de fontes de informação não sancionadas, como a Wikipedia e diversas fontes de notícias em inglês Isso resultou em relatos de casos de perseguição legal contra pessoas acusadas de disseminar essas informações
O próprio governo chinês apoia legalmente a liberdade de expressão; o artigo 35 da Constituição da República Popular da China estabelece que "os cidadãos da República Popular da China desfrutam da liberdade de expressão, de imprensa, de reunião, de associação, de procissão e de manifestação" Nas últimas décadas, muitas críticas ao governo chinês apontaram que algumas dessas leis são frequentemente abusadas. Um estudo da PEN America afirmou que "algumas das leis mais abusivas em relação aos direitos humanos pelo governo visam criminalizar a liberdade de expressão que — aos olhos do governo — incentiva a subversão, o separatismo ou a rejeição da autoridade do Estado"
A censura de temas sensíveis na China também se tornou mais fácil para o governo devido ao firewall e ao seu sistema de filtragem. Como o monitoramento das redes sociais e dos aplicativos de mensagens na China acarreta a possibilidade de punição para o usuário, a discussão desses assuntos restringe-se ao pensamento do Partido Comunista Chinês ou a ambientes domésticos e privados, reduzindo a chance de que informações sobre esses temas se espalhem e diminuindo qualquer ameaça de protesto contra o PCC Segundo Yaqiu Wang, importante pesquisadora de direitos humanos, houve um período na China em que a internet permitia aos cidadãos conhecer os temas sensíveis que o governo censurava nas notícias, por meio do acesso a reportagens internacionais e coberturas da mídia. Ela afirma que, nos últimos 10 anos, tem se tornado cada vez mais difícil obter opiniões alternativas sobre os acontecimentos, fazendo com que os estudantes raramente tenham a oportunidade de aprender pontos de vista divergentes — apenas o pensamento "correto" do PCC

### Impactos econômicos
O Grande Firewall também permitiu que a China desenvolvesse seus próprios grandes serviços de internet, como Tencent, Alibaba, Baidu, Renren, Youku e Weibo A China tem sua própria versão de muitas propriedades da web estrangeiras, por exemplo: Bilibili e Tencent Video (YouTube), Weibo (Twitter), Moments (Facebook) e Qzone (Facebook), WeChat (WhatsApp), Ctrip (Orbitz e outros) e Zhihu (Quora). Com quase um quarto da população global da internet (700 milhões de usuários), a internet atrás do Grande Firewall pode ser considerada um "universo paralelo" à internet que existe fora

### Resistência
Embora o Grande Firewall tenha impactado a capacidade dos cidadãos chineses de usar a internet para encontrar informações sobre temas sensíveis relacionados ao Partido Comunista Chinês, ele não os impediu completamente de fazê-lo. O próprio firewall gerou muita frustração tanto entre indivíduos quanto entre empresas internacionais que operam na China, muitas das quais recorreram a VPNs, comunicação codificada e outros métodos para manter o acesso à internet internacional

## Circunvenção

### Métodos para contornar o firewall
Como o Grande Firewall bloqueia endereços IP de destino e nomes de domínio e inspeciona os dados enviados ou recebidos, uma estratégia básica para contornar a censura é usar nós proxy e criptografar os dados. Contornar o firewall é conhecido como "fānqiáng" (翻墙, "subir sobre o muro"), e a maioria das ferramentas de contorno combina esses dois mecanismos:
- Servidores proxy fora da China podem ser utilizados, embora o uso de um proxy aberto simples (HTTP ou SOCKS) sem um túnel criptografado (como HTTPS) faça pouco para contornar os censores sofisticados.[97]
- Freegate, Ultrasurf, Psiphon e Lantern são programas gratuitos desenvolvidos para contornar o firewall chinês utilizando múltiplos proxies abertos.
- VPNs (redes privadas virtuais) são uma das ferramentas mais populares utilizadas por ocidentais para burlar as tecnologias de censura.[98] Elas utilizam as mesmas abordagens básicas, proxies e canais criptografados de outras ferramentas de contorno, mas dependem de um host privado, virtual ou de uma conta fora da China, em vez de proxies abertos e gratuitos.[97]
- O Tor pode ser utilizado parcialmente na China[97][99] – desde 2010, quase todas as pontes em TorProject.org foram bloqueadas através da distribuição de proxies. O Tor ainda funciona na China usando Snowflake, pontes Obfs4 publicadas de forma independente e meek[100][101][102][103][104]
- O I2P, ou roteamento por "garlic", é útil quando se deseja uma anonimidade semelhante à do Tor. Por ser muito menos popular, o I2P sofreu poucas ou nenhuma tentativa de bloqueio.

Em 2017, o governo chinês declarou ilegais os serviços de VPN não autorizados, exigindo que os provedores de VPN obtivessem aprovação estatal. Embora a China restrinja as VPNs, elas continuam amplamente utilizadas por indivíduos. Empresas estatais ou instituições governamentais também utilizam VPNs para trabalhos oficiais:109 O governo chinês autorizou diversos provedores oficiais de VPN:109 Quem desenvolver ou vender suas próprias VPNs pode enfrentar anos de prisão:109
Estratégias de contorno que não utilizam proxies incluem:
- O uso de DNS criptografado (DNS sobre HTTPS) pode contornar o bloqueio de alguns sites, incluindo o TorProject e todo o GitHub, os quais podem ser utilizados para obter outros métodos de contorno[106]
- Em 2019, o Firefox lançou uma atualização para facilitar a ativação do DNS sobre HTTPS[107] Apesar do DNS criptografado, a maioria dos serviços continua bloqueada por IP[108]
- Ignorar os pacotes TCP de reset enviados pelo GFW, distinguindo-os pelo valor do TTL (tempo de vida) e não encaminhando novos pacotes para os sites que desencadearem o comportamento de bloqueio[109]

### Métodos conhecidos bloqueados
- O protocolo OpenVPN é detectado e bloqueado. Conexões que não utilizam chaves simétricas ou que empregam "tls-auth" são bloqueadas durante o handshake, e conexões que usam a nova opção "tls-crypt" são detectadas e limitadas (menos de 56 kbit/s) pelo sistema de filtragem QoS.[carece de fontes?]
- Túneis GRE e protocolos que utilizam GRE (por exemplo, PPTP) são bloqueados.[carece de fontes?]
- No TLS, o Grande Firewall pode identificar a diferença entre o TLS usado em HTTPS e outras implementações ao inspecionar os parâmetros do handshake[110][111][112][113]

## Fora da China

### Incidentes fora do alvo
Em 2010, um servidor raiz de nomes operado pela Netnod na China começou a retornar resultados DNS envenenados para usuários globais, impedindo que usuários no Chile e nos EUA acessassem sites como o Facebook. O servidor foi desligado para cessar o envenenamento
Em 2014, dois terços da infraestrutura DNS da China passaram a resolver domínios não relacionados para o endereço 65.49.2.178, pertencente à empresa norte-americana Dynamic Internet Technology, Inc., resultando em uma interrupção generalizada da internet na China. Nenhum dano aos serviços da DIT foi relatado, apesar do que equivale a um ataque DDoS acidental. Enquanto algumas fontes atribuem esse incidente ao envenenamento de DNS pelo GFW, outras (na maioria citando fontes chinesas) especulam que o episódio foi de alguma forma causado pela própria DIT

### Exportação da tecnologia do Grande Firewall
A Repórteres Sem Fronteiras suspeita que países como Cuba, Irã, Vietnã, Zimbábue e Belarus tenham obtido tecnologia de vigilância da China, embora a censura nesses países seja menos rigorosa que na China
Desde pelo menos 2015, a agência russa Roskomnadzor colabora com oficiais de segurança do Grande Firewall chinês na implementação de sua infraestrutura de retenção e filtragem de dados Durante sua visita a Pequim, em junho de 2016, Vladimir Putin assinou um comunicado conjunto com Xi Jinping sobre o espaço informacional, seguido pelo Fórum Nacional de Segurança da Informação da Rússia, realizado em outubro e organizado por Fang Binxing, o idealizador do Grande Firewall Chinês.
Especialmente desde a invasão russa da Ucrânia em 2022, para fazer cumprir a lei de censura de guerra, as autoridades russas vêm criando um sistema de vigilância na internet semelhante ao Grande Firewall Chinês

### Oposição
Críticos argumentam que, se outros grandes países seguirem o modelo chinês, o propósito da criação da internet poderá ser comprometido. Se nações com ideias semelhantes conseguirem impor as mesmas restrições aos seus habitantes e às empresas globais online, a livre troca mundial de informações poderá deixar de existir
O "Relatório Nacional de Estimativas Comerciais" do Representante Comercial dos Estados Unidos (USTR) em 2016 referiu o Grande Firewall digital da China, afirmando que "o filtro do tráfego de internet transfronteiriço pela China tem representado um ônus significativo para os fornecedores estrangeiros" Claude Barfield, especialista em comércio internacional do American Enterprise Institute, sugeriu que o governo dos EUA deveria levar um caso contra o Firewall, uma enorme barreira comercial, na Organização Mundial do Comércio, em janeiro de 2017 Oito dos 24 sites com maior tráfego na China foram bloqueados pelo Grande Firewall. Isso tem gerado um ônus para os fornecedores estrangeiros que dependem desses sites para comercializar seus produtos ou serviços. Uma pesquisa de clima de negócios realizada em 2016 mostrou que 79% dos participantes relataram impacto negativo nos negócios devido à censura na internet
Segundo Stephen Rosen, o Grande Firewall reflete o medo do governo chinês de desobediência civil ou rebelião entre a população contra o domínio do Partido Comunista Chinês:
Se você quer saber com o que as pessoas estão preocupadas, observe com o que elas gastam seu dinheiro. Se você tem medo de ladrões, compra um alarme contra invasões. Com o que os chineses estão gastando seu dinheiro? Segundo dados chineses, eles estão investindo na Polícia Armada do Povo – a força de segurança interna é tão bem financiada quanto o exército regular. Todo esse grande firewall da China, esse enorme esforço para controlar a internet, esse esforço para usar a tecnologia moderna de informação não para disseminar informação e capacitar os indivíduos, mas para fazer as pessoas pensarem o que se deseja e para monitorar seu comportamento a fim de isolá-las e reprimi-las. Isso porque este é um regime que, fundamentalmente, tem medo do seu próprio povo. E é, fundamentalmente, hostil a ele.